# Pinazepam
Pinazepam (được bán dưới tên thương hiệu là Domar và Duna) là một loại thuốc benzodiazepine. Nó sở hữu các đặc tính giải lo âu, chống co giật, an thần và cơ xương.
Pinazepam và chất chuyển hóa <i id="mwDw">N</i> -desmethyldiazepam của nó được chuyển đến thai nhi đang phát triển trong tử cung, nhưng nồng độ thuốc trong huyết tương ở mẹ thường cao hơn đáng kể so với thai nhi.
Pinazepam khác với các loại thuốc benzodiazepin khác ở chỗ nó có nhóm propargyl ở vị trí N -1 của cấu trúc benzodiazepine. Nó ít độc hơn diazepam và trong các nghiên cứu trên động vật, nó dường như tạo ra các đặc tính giải lo âu và chống kích động với các đặc tính làm giảm khả năng phối hợp thôi miên và vận động. Pinazepam được hấp thu nhanh sau khi uống. Các chất chuyển hóa hoạt động chính của pinazepam là depropargylpinazepam (N -desmethyldiazepam, nordazepam) và oxazepam. Ở người, pinazepam hoạt động như một tác nhân giải lo âu nguyên chất ở chỗ nó không có bất kỳ mức độ đáng kể nào về các đặc tính dược lý khác của các loại thuốc benzodiazepin. Việc thiếu các tác dụng làm suy giảm trí tuệ, vận động và thôi miên của nó làm cho nó phù hợp hơn so với các loại thuốc benzodiazepin khác để sử dụng vào ban ngày. Thời gian bán hủy dài hơn ở người cao tuổi.